# Ernst-Thälmann-Insel
Die Ernst-Thälmann-Insel (spanisch Cayo Ernest Thaelmann) ist eine etwa 15 Kilometer lange und 500 Meter breite kubanische Insel in der Karibik, die nach dem KPD-Vorsitzenden der Zwischenkriegszeit, Ernst Thälmann, benannt wurde, der in der mit Kuba verbündeten DDR umfangreich offiziell geehrt wurde. Sie liegt etwa 25 Kilometer westlich der Schweinebucht vor der Südküste der Provinz Matanzas, zu der sie verwaltungsrechtlich auch gehört.
Da die Ernst-Thälmann-Insel in militärischem Sperrgebiet liegt, ist es nicht erlaubt, sie zu betreten.

## Geschichte

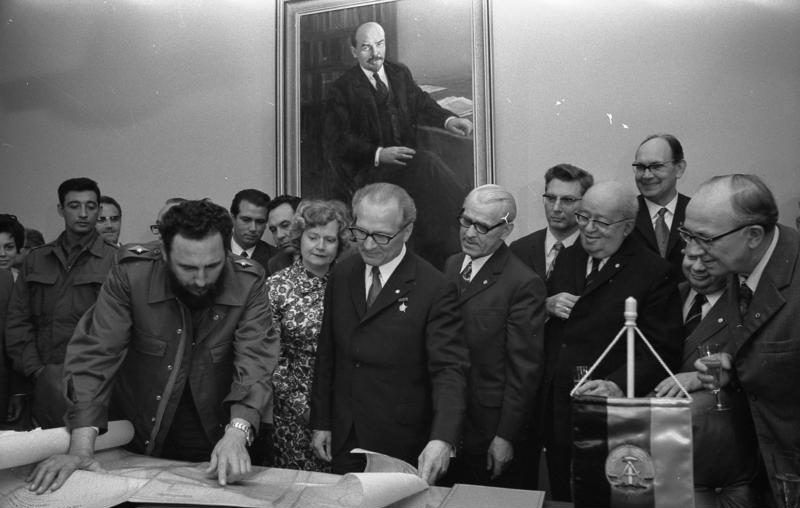
19. Juni 1972, Berlin: Fidel Castro (l.) überreichte nach der Unterzeichnung des Kommuniques Erich Honecker (Mitte) eine Landkarte von Kuba. Sie zeigt eine Insel, die den Namen „Cayo Ernest Thaelmann“ trägt und deren Südseite „Playa RDA“ heißt.

Am 19. Juni 1972 überreichte der kubanische Staatspräsident Fidel Castro anlässlich eines Staatsbesuches in der DDR dem Staatsratsvorsitzenden Erich Honecker eine Landkarte, in der die Insel als Cayo Ernest Thaelmann („Ernst-Thälmann-Insel“) sowie ein Playa RDA („DDR-Strand“) verzeichnet waren. Diese Umbenennung eines Teils der Inselkette Cayos Blancos del Sur („Weiße Inseln des Südens“) wurde offiziell im kubanischen Präsidentenerlass 3676/72 festgehalten.
Am 1. Juli 1972 berichtete der Journalist Joachim Conrad, einer der ersten Gäste seit der Namensgebung, in der Zeitung Neues Deutschland, dass die Vegetation der Insel überwiegend aus „kleine(n) Palmen, Dornengestrüpp, Kasuarinen, Bäume(n) mit schachtelhalmartigen Zweigen und eisenhartem Holz“ bestehe und sich auf der zum Sumpfgebiet der Zapata-Halbinsel zugewandten Seite Mangroven befinden.
Anlässlich des 28. Todestages von Ernst Thälmann und der Weltfestspiele der Jugend 1973 in Ost-Berlin wurde am 18. August 1972 feierlich eine Thälmann-Büste auf der Insel enthüllt. Dabei anwesend waren der stellvertretende Botschafter der DDR auf Kuba, einige Offiziere des DDR-Lehrschiffes MS J. G. Fichte, der erste Sekretär der kubanischen Jugend sowie rund 100 kubanische Teilnehmer der Weltfestspiele von 1973.
1975 sangen die beiden DDR-Schlagerstars Frank Schöbel und Aurora Lacasa auf der Ernst-Thälmann-Insel das eigens für die DDR-Fernsehsendung Unterwegs mit Musik – Kuba komponierte Lied „Insel im Golf von Cazones“.
Im Rahmen des privaten Teils seines Staatsbesuchs auf Kuba verbrachte Honecker 1980 in Begleitung Castros einen Tag auf dessen privat genutzter Insel Cayo Piedra, von wo aus sie einen Ausflug zur Ernst-Thälmann-Insel unternahmen.
Es ist wahrscheinlich, dass ein großer Teil der Insel 1998 durch den Hurrikan Mitch verwüstet wurde. Unter anderem fiel dabei auch die Thälmann-Büste um.
2001 gründeten Redakteure der Internetzeitung Thema 1 eine Website, auf der Teile der Insel versteigert werden sollten.
Gerüchte, wonach die Insel der DDR damals geschenkt worden sei, sie also nach der Wiedervereinigung heute zum Hoheitsgebiet der Bundesrepublik Deutschland gehöre, entbehren nach einheitlicher Aussage sowohl des Auswärtigen Amtes als auch der kubanischen Botschaft in Deutschland jeglicher Grundlage: „Hier handelte es sich um einen symbolischen Akt, der nichts mit Besitzverhältnissen zu tun hat.“
Der Film Ernesto’s Island (2022) mit Max Riemelt in der Hauptrolle, erzählt die Geschichte eines Ost-Berliners, der nach Kuba reist, um den Wunsch seiner verstorbenen Mutter zu erfüllen, ihre Asche auf der Cayo Ernesto Thaelmann zu verstreuen. Für die Dreharbeiten ließen sich Max Riemelt, Regisseur Ronald Vietz und Kameramann Benjamin Raeder von einem lokalen Fischer auch zur Insel bringen und filmten dort einige der Sequenzen des Films.
Im Film Kundschafter des Friedens 2 (2025), bei dem die Insel von Fidel Castro einem ehemaligen DDR-Stasi-Agenten geschenkt wurde, sollen die Kundschafter die Insel davor retten, dass sie nach dessen Tod, in falsche Hände gerät.